# Amma Makkal Munnetra Kazagam
 (mai 2022).
L'Amma Makkal Munnettra Kazagam (en français : Fédération progressiste du peuple Amma, en anglais : Amma People Progressive Federation ; abbrégé AMMK) est un parti politique régional indien ayant une grande influence dans l'État du Tamil Nadu et le territoire de l'union de Pondichéry. 
Parti dravidien, il est fondé par l'ancien membre du parlement T.T.V. Dhinakaran (en) à Madurai le 15 mars 2018 en tant que faction dissidente de l'All India Anna Dravida Munnetra Kazhagam après son exclusion du parti.

## Histoire
En décembre 2017, Dinakaran participe à l'élection partielle dans la circonscription de Radhakrishnan Nagar (en) du Tamil Nadu, qu'il remporte avec 40 707 voix. Il devient alors le premier candidat indépendant à remporter une élection partielle au Tamil Nadu,.
Le 15 mars 2018, lors d'un meeting public à Madurai, il annonce la création du parti après avoir été expulsé de l'All India Anna Dravida Munnetra Kazhagam (AIADMK). À cette occasion, il est élu coordonnateur national du parti.
En février 2019, l'acteur et homme politique Ranjith (en) démissionne de sa fonction de vice-président du Pattali Makkal Katchi (en) (PMK) de l'État du Tamil Nadu et rejoint l'AMMK pour protester contre la décision du PMK de s'allier avec l'AIADMK. Le 19 avril de la même année, Dhinakaran est élu secrétaire général du parti et déclare que Sasikala (en) serait nommée présidente du parti après sa sortie de prison. La Commission électorale de l'Inde reconnaît l'AMMK comme un parti d'État enregistré en décembre 2019, alors que le poste de président du parti est vacant.
Le drapeau de l'AMMK est composé de noir en haut, de rouge en bas et de blanc au centre, avec l'image souriante de l'ancienne ministre en chef du Tamil Nadu, Jayalalithaa, au milieu,,.

## Participation aux élections
Dans le cadre des élections législatives indiennes de 2019 au Tamil Nadu, l'AMMK conclut une alliance politique avec le Parti social-démocrate de l'Inde (en) (SDPI) en mars 2019. Cette alliance devait permettre à l'AMMK d'obtenir un siège mais les deux partis n'ont remporté aucun siège. Lors des élections locales tenues la même année, l'AMMK remporte 94 sièges.
Pour les élections législatives du Tamil Nadu de 2021 (en) L'AMMK forme une alliance appelée le « Front populaire » avec le Desiya Murpokku Dravida Kazhagam (en) (DMDK), l'All India Majlis-e-Ittehadul Muslimeen (AIMIM), le SDPI et d'autres petits partis politiques. Sur les 234 candidatures de la coalition, 165 ont été attribués à l'AMMK, 60 au DMDK, 6 au SDPI et 3 à l'AIMIM, sans toutefois parvenir à faire élire à un candidat. En amont de ces élections, un mois après sa sortie de prison, Sasikala annonçait son retrait de la vie politique, sans apporter son soutien à l'AMMK.
Pour les élections locales de 2022 au Tamil Nadu (en), l'AMMK remporte 3 sièges dans des corporations, 33 sièges municipaux et 66 sièges dans les panchayats de ville.
Dans un contexte de lutte de pouvoir avec Edappadi K. Palaniswami (en), le leader de l'AIADMK Ottakarathevar Panneerselvam (en) exprime le souhait de réunifier le parti avec Sasikala et Dhinakaran. Dhinakaran rejette l'idée de fusionner l'AMMK avec l'AIADMK, mais déclare être prêt à conclure une alliance. 
Le 9 mai 2023, O. Panneerselvam, à nouveau exclu de l'AIADMK, rencontre Dhinakaran. Ils annoncent une alliance entre leurs partis respectifs. Dhinakaran est réélu secrétaire général du parti le 6 août de la même année.
Le 11 mars 2024, Dhinakaran annonce que l'AMMK rejoint l'Alliance démocratique nationale dirigée par le Bharatiya Janata Party (BJP) en vue des élections législatives de 2024, leur assurant un soutien inconditionnel. Le BJP et l'AMMK concluent un accord le 20 mars, permettant à l'AMMK de concourir dans deux circonscriptions au Tamil Nadu. Le parti ne remporte toutefois aucun siège.